# استيبان غولن
استيبان غولن (بالإسبانية: Esteban Guillén)‏ هو لاعب كرة قدم أوروغواياني، ولد في 20 يونيو 1980 في مونتفيدو في الأوروغواي. لعب مع أتيناس دي سان كارولس وبي إس إم إس ميدان وريفر بليت ومونتيفيديو واندررز ونادي آريما كرونوس.

## وصلات خارجية
- استيبان غولن على موقع قاعدة بيانات كرة القدم.إي يو (الإنجليزية)
- استيبان غولن على موقع Soccerway.com (الإنجليزية)